# Mateo Magariños Cervantes

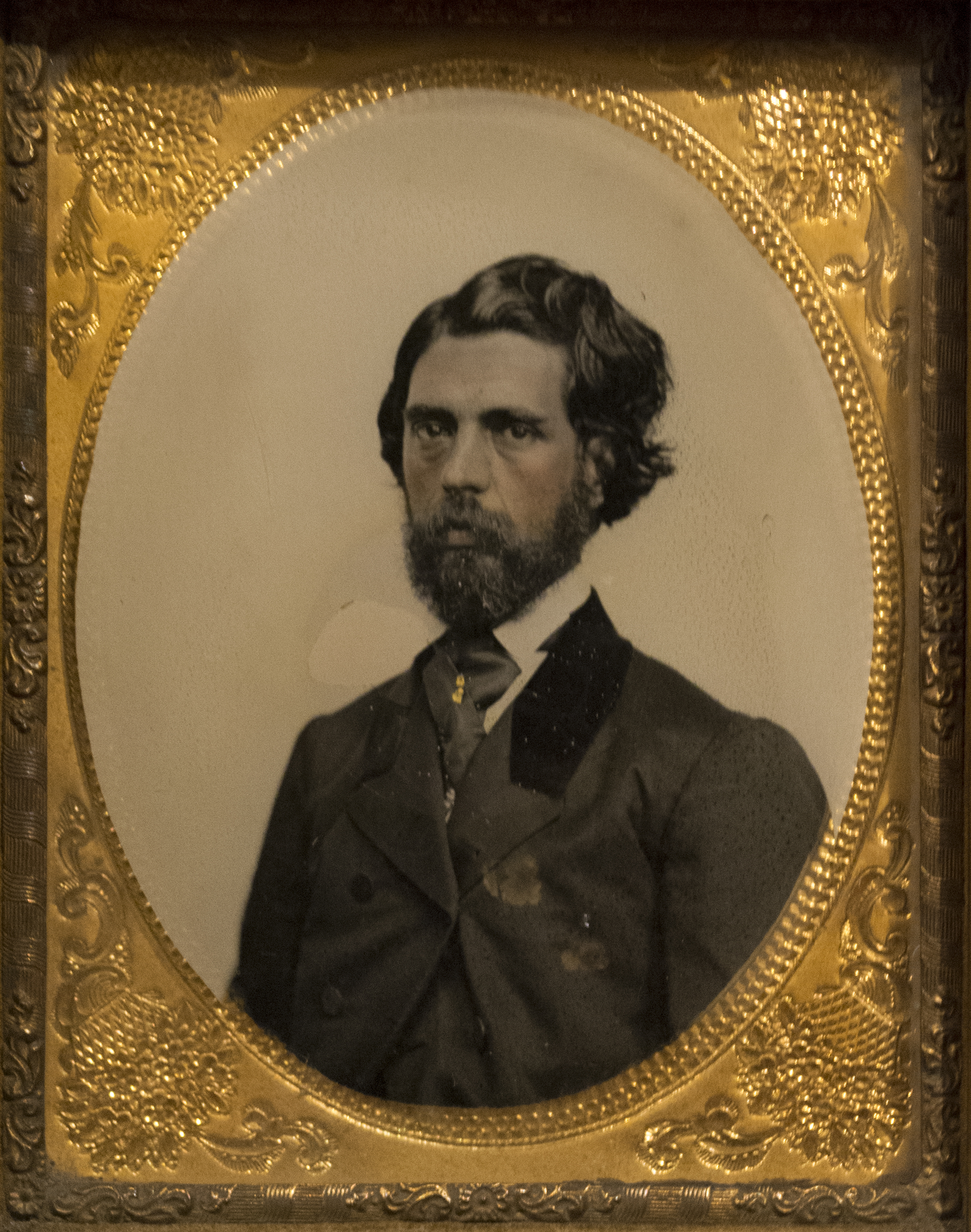
Mateo Magariños Cervantes

Mateo Magariños Cervantes (* 5. Januar 1823 in Madrid, Spanien; † 24. Juli 1884 in Montevideo) war ein uruguayischer Politiker und Journalist.
Magariños Cervantes, der der Partido Colorado angehörte, wurde als Sohn des Francisco de Borja Magariños geboren. Für seinen Vater wirkte er 1841, während dieser bevollmächtigter Minister am brasilianischen Gerichtshof wurde, als Sekretär. 1846 nahm er eine Tätigkeit im Außenministerium auf. 1853 wurde er Rechtsanwalt. Sodann übernahm Magariños Cervantes am 14. März 1854 das Amt des Ministers für Auswärtige und Regierungsangelegenheiten und übte dieses bis zum 20. November desselben Jahres aus. Als Journalist schrieb er 1846 für die Zeitung El Montevideano und 1854 für La Opinión Pública und hatte dort jeweils eine Führungsfunktion inne. In der 6. Legislaturperiode hatte er sodann zunächst als Repräsentant für das Departamento Montevideo im Zeitraum vom 6. März 1854 bis zum 15. März 1854 ein Titularmandat als Abgeordneter in der Cámara de Representantes inne. Ab dem 15. Februar 1855 gehörte er als Vertreter des Departamento Canelones der Abgeordnetenkammer an und übte in jenem Jahr das Amt des Kammerpräsidenten aus. Sein zweites Titularmandat endete am 14. Februar 1858. Später war der promovierte Magariños Cervantes Mitglied des Appellationsgerichts, zu dessen Präsident er 1865 ernannt wurde. 1868 führte ihn sein Weg nach Frankreich und übernahm dort bis zu seiner Rückkehr im Jahre 1872 die Funktion des Generalkonsuls und Geschäftsträgers. Im weiteren Verlauf hatte Magariños Cervantes als Repräsentant des Departamento Montevideo in der 12. Legislaturperiode im Zeitraum vom 14. Februar 1876 bis zum 22. Februar 1876 ein Titularmandat als Senator in  der Cámara de Senadores inne. Daran schloss sich vom 22. Februar 1876 bis zum 10. März 1876 eine zweite Amtszeit als Außenminister an. 1880 zunächst „Fiscal de Hacienda“ war Magariños Cervantes 1881 als Regierungsminister tätig, schied jedoch wegen Meinungsverschiedenheiten mit Präsident Máximo Santos aus dem Amt.